# Eesti Päevaleht
Ээсти Пяевалехт (эст. Eesti Päevaleht — «Эстонская дневная газета») — ежедневная газета на эстонском языке, выходящая в столице Эстонии Таллине. Имеет третий по величине тираж среди ежедневных печатных изданий Эстонии (после «Постимээс» и «Ыхтулехт»), также доступна в электронном формате.
Некоторое время (до 2009 года) часть статей была доступна в электронном формате и в переводе на русский язык.
Одноимённая газета на эстонском языке выходит в Стокгольме с 1959 года, в настоящее время один раз в неделю.

## История газеты
Во времена пребывания Эстонии в составе СССР (1940—1991) выходила газета Рахва Хяэль (эст. Rahva Hääl — «Голос народа»), бывшая органом ЦК Компартии Эстонской ССР.
После выхода Эстонии из состава СССР в 1991 году газета некоторое время оставалась в государственной собственности. Незадолго до того, как 30 июня 1994 года со второй попытки газета была приватизирована компанией AS Maag, бывшей посредником в скандально-известной сделке по продаже полученных в ходе денежной реформы 1992 года советских рублей Чеченской Республике, коллектив редакции в полном составе уволился и начал выпускать новую газету «Э́эсти Сы́нумид» (эст. Eesti Sõnumid — «Эстонские известия»).
5 июня 1995 года в результате слияния «Рахва Хяэль» с издававшейся с 1993 года «Хо́ммикулехт» (эст. Hommikuleht — «Утренняя газета») и газетой «Пя́эвалехт» (эст. Päevaleht — «Дневная газета», до 1990 года называлась «Но́орте Хя́эль» эст. Noorte Hääl) на свет появилось новое ежедневное печатное издание — «Ээсти Пяэвалехт». 29 сентября 1995 года газета «Ээсти Пяэвалехт» объединилась с нашедшей новых инвесторов «Ээсти сынумид», коллектив которой, не пожелав сотрудничать с приватизаторами «Рахва Хяэль», позже основал новую газету «Сы́нумилехт» (эст. Sõnumileht — «Газета известий»).